# St-Étienne (Vaux-sur-Mer)

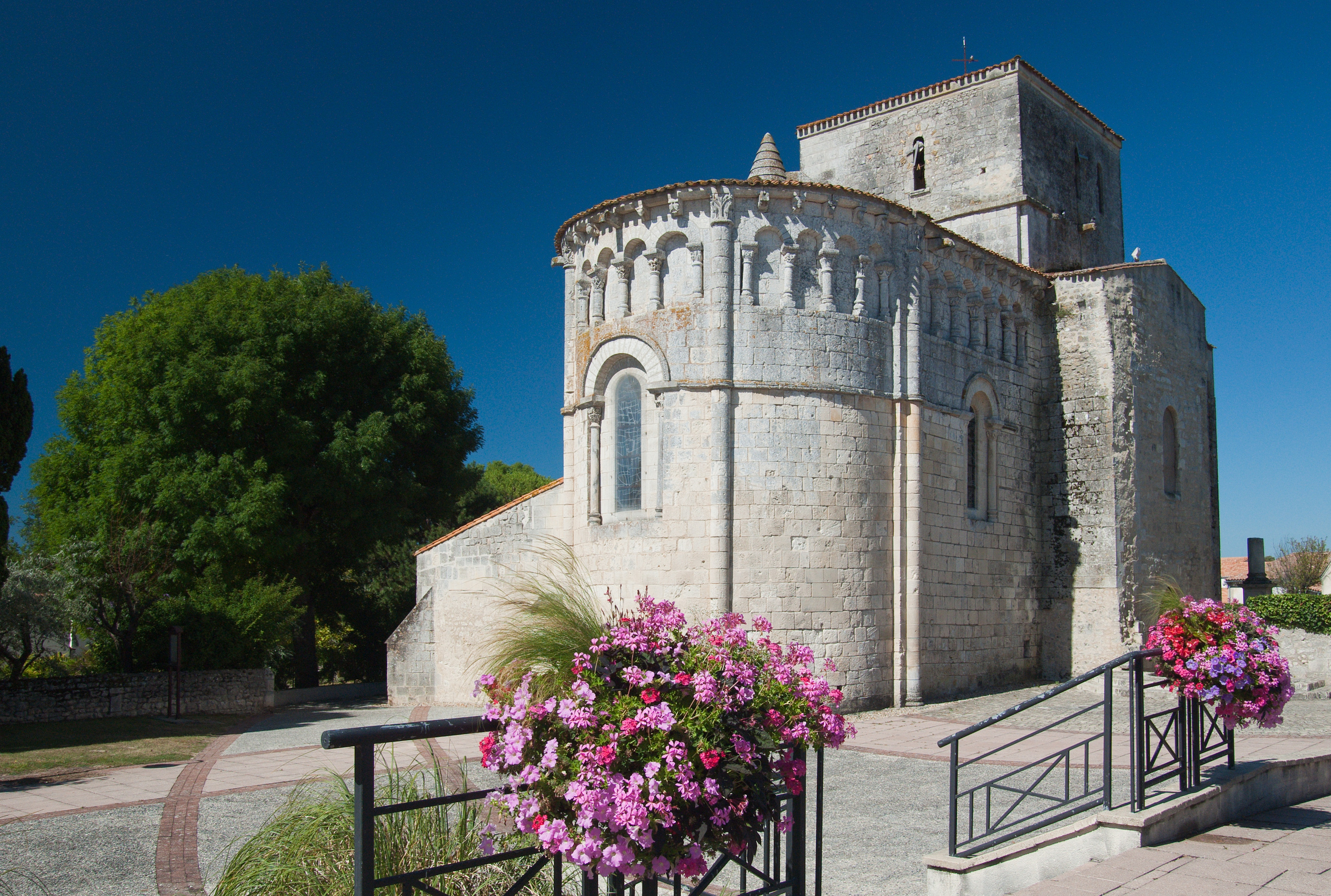
St-Étienne, Blick zum Chor

Die römisch-katholische Pfarrkirche St-Étienne  befindet sich Vaux-sur-Mer im Département Charente-Maritime in Frankreich. Sie wurde ursprünglich als Klosterkirche der Benediktiner errichtet und ist seit dem Jahr 1913 als Monument historique klassifiziert.

## Geschichte
Die dem heiligen Erzmärtyrer Stephanus geweihte Kirche entstand im Stil der Romanik im 12. Jahrhundert als Klosterkirche für die 1075 in Vaux-sur-Mer gegründete Benediktinerabtei, die von der Abtei Maillezais aus besiedelt wurde.  
Nach Zerstörungen im Zuge der Hugenottenkriege (1562–1598) sind von der früheren Abteikirche nur der romanische Chorbereich mit der Apsis sowie Teile des quadratischen Vierungsturms mit begleitendem runden Treppenturm erhalten. Chor und Apsis zeigen im Äußeren eine zweigeschossige Gliederung mit einer völlig schmucklosen unteren Ebene, die nur von vorgelegten Halbsäulen in der Vertikalen gegliedert wird, und einem von Blendarkaden umstandenen Obergeschoss – das Apsisfenster mit seinen eingestellten Säulen ist das einzige verbindende Element zwischen den beiden Zonen. Sowohl die größeren Halbsäulen als auch die kleineren Säulchen zeigen reichen Kapitellschmuck und unterhalb der Dachtraufe verläuft ein teilweise figürlich gestalteter Konsolenfries. Der ursprüngliche Vierungsturm wurde stabilisiert und in schmucklosen Formen wiederaufgebaut, die Ruinen der Langhauswände wurden im 19. Jahrhundert eingerissen. Im Chor der Kirche finden sich vier romanische Kapitelle; eines zeigt die Steinigung (Apg 7,54-60 ) des hl. Stephanus, des Kirchenpatrons.